# Liste de philosophes scolastiques
Ceci est une liste de philosophes de l'école scolastique travaillant dans la tradition chrétienne en Europe de l'Ouest pendant la période médiévale.

## A
- Pierre Abélard (1079-1142)
- Adam de Wodeham
- Adam de Bocfeld
- Adam du Petit-Pont
- Adam Pulchrae Mulieris/Adam de Puteorumvilla
- Adélard de Bath
- Adrien de Cantorbéry, (ou Hadrien, mort en 710)
- Æthelberht d'York, (aussi Æthelberht, Albert, Ælberht, Aethelberht, ou Ælbert; mort en 780)
- Alain de Lille / Alanus de Insulis/Montepessulano, (c. 1128-1202)
- Albéric de Reims
- Albert de Saxe
- Albert le Grand (aussi Albertus Magnus)
- Alcuin
- Aldhelm
- Alexandre de Hales
- Alexandre Neckam
- Alfred de Sareshel
- Alphonse de Liguori
- Amaury de Chartres (ou Amaury de Bène)
- Anselme de Cantorbéry, (1034-1109)
- Anselme de Laon, (mort en 1117)
- Ardengo Trotti ou Ardingo Foraboschi, appelé aussi magister Ardengus, évêque de Florence en 1231-1249
- Arnaud de Villeneuve

## B
- Roger Bacon (1214-1294)
- Domingo Báñez
- Barthélemy de Bologne
- Bartholomaeus Arnoldi
- Henri Bate de Malines
- Michael Beccucci de Massa
- Bède le Vénérable
- Benoît de Nursie, saint Benoît
- Bernard de Chartres
- Bernard de Clairvaux
- Bernard Silvestre (ou Bernardus Silvestris)
- Berthold de Moosburg
- Gabriel Biel
- Boèce de Dacie
- Bonaventure de Bagnoregio, saint Bonaventure
- Richard Brinkley
- Burgondio de Pise
- Jean Buridan

## C
- Juan Caramuel y Lobkowitz
- Cesare Cremonini
- Clarembaud d'Arras
- Cuthbert Tunstall

## D
- Daniel de Morley
- Dante Alighieri
- David Cranston
- David de Dinant
- Denys le Chartreux
- Domingo de Soto
- Jean Duns Scot

## E
- Maître Eckhart
- Edmond Rich d'Abingdon
- Egbert d'York (ou Ecgbert d'York)
- Elias Burneti de Bergerac
- Eudes de Châteauroux
- Évrard d'Ypres

## F
- Richard Ferrybridge
- Richard Fishacre
- John Fisher, saint John Fisher
- Richard FitzRalph
- François de Marchia (aussi Franciscus Rubei de Marchia, ou Franciscus de Esculo, ou Franciscus d'Ascoli ou d'Appignano)
- François de Meyronnes

## G
- Garlande Compotiste (aussi Gerlandus Compotista)
- Gaunilon (aussi Gaunilon de Marmoutiers)
- Gauthier II de Château-Thierry
- Gautier de Mortagne
- Gérard d'Abbeville
- Gérard de Crémone
- Gerhoch de Reichersberg
- Gersonide (aussi Rabbi Levi ben Gershom)
- Gilbert de la Porrée (aussi Gilbert de Poitiers, Gilbertus Porretanus ou Pictaviensis)
- Gilles de Rome
- Giovanni da Ripa
- Godefroid de Fontaines
- Gonzalve d'Espagne (aussi Gonsalve/Gonzalve de Balboa ou Gonzalve de Valbonne)
- Grégoire de Rimini
- Pape Grégoire Ier ou saint Grégoire le Grand
- Robert Grossetête
- Guerric de Saint-Quentin
- Gui Terreni (vers 1270-1342) (aussi Guido Terreni/Terrena, ou Guy de Perpignan)
- Guillaume d'Alnwick
- Guillaume d'Auvergne
- Guillaume d'Auxerre
- Guillaume de Champeaux
- Guillaume de Conches
- Guillaume de Durham (mort en 1249)
- Guillaume de Falgar
- Guillaume de Lucques
- Guillaume de La Mare
- Guillaume de Moerbeke
- Guillaume d'Ockham (v. 1285 - 1347)
- Guillaume de Saint-Amour
- Guillaume de Sherwood
- Guillaume de Ware
- Guillaume Durand de Saint-Pourçain
- Dominique Gundissalvi

## H
- Henri Aristippe (aussi Henricus Aristippus)
- Henri de Gand
- Henri de Harclay
- Henry de Langenstein (aussi Henry de Hesse l'Ancien (vers 1325 – 11 février 1397)
- Henry de Oyta (aussi Heinrich Totting de Oyta)
- Herman le Dalmate (aussi Herman de Carinthie)
- Heymeric de Campo
- William Heytesbury
- Robert Holcot
- Honoré d'Autun (aussi Honorius Augustodunensis)
- Hugues de Saint-Cher
- Hugues de Saint-Victor

## J
- Jacques de Metz
- Jacques de Venise
- Jacques de Viterbe
- Jacques de Vitry
- Jean Capréolus
- Jean de Gerson (aussi Jean Charlier) (1363–1429)
- Jean de Jandun
- Jean de la Rochelle (aussi Johannes de Rupella)
- Jean de Kenty, saint Jean de Kenty
- Jean de Mirecourt
- Jean de Paris
- Jean de Reading (aussi Johannes Radingia)
- Jean de Salisbury
- Jean de Séville
- Jean Halgrin
- Jean Pagus (aussi Johannes Pagus ou Jean Le Page)
- Jean Scot Érigène
- Jean Standonck
- Jérôme de Prague
- Joachim de Flore
- Jodocus Trutfetter
- Johann de Goch (aussi Johann Pupper)
- Johann de Wesel (aussi Johann Ruchrat de Wesel)
- Johannes Eck (né Johann Maier)
- Johannes Poncius (aussi John Punch)
- John Baconthorp (ou en français Jean Bacon)
- John Blund (vers 1175–1248)
- John Dumbleton
- John Mair
- John Wyclif
- Josselin de Vierzy (mort en 1152), évêque de Soissons
- Juan de Mariana

## K
- Richard Kilvington
- Robert Kilwardby

## L
- Étienne Langton
- Pierre Lombard
- Loup de Ferrières dit Loup Servat (aussi Lupus Servatus)
- Luis de Molina
- Raymond Lulle

## M
- Manegold de Lautenbach
- Marsile d'Inghen, (v. 1340 – 1396)
- Marsile de Padoue
- Roger Marston
- Martin de Dacie
- Mathilde de Magdebourg
- Matteo d'Acquasparta
- Melchor Cano
- Michael Scot (v. 1175 - v. 1236)

## N
- Hervé Nédellec (aussi Hervæus Natalis)
- Nicolas d'Amiens
- Nicolas d'Autrécourt
- Nicolas de Cues (aussi Nicolas Krebs)

## O
- Nicole Oresme

## P
- Paul de Pergola
- Paul de Venise
- John Peckham
- Pierre de Rivo
- Petrus Helie (aussi Petrus Helias)
- Philippe le Chancelier
- Pierre Alphonse, né Moshé Sephardi
- Pierre Auriol
- Pierre Ceffons
- Pierre Damien, saint Pierre Damien
- Pierre d'Ailly (aussi Petrus de Alliaco ou Petrus Aliacensis)
- Pierre d'Auvergne
- Pierre de Bar
- Pierre de Candie, l'antipape Alexandre V
- Pierre de Capoue
- Pierre de Corbeil
- Pierre d'Espagne (plusieurs personnes sont désignées par ce nom : le pape Jean XXI, Pierre d'Espagne le Logicien, Pierre d'Espagne le Portugais, Pierre d'Espagne l'Inconnu, Pierre d'Espagne le Médecin de Compostelle, Pierre d'Espagne l'Alchimiste)
- Pierre de Jean Olivi
- Pierre de Maricourt
- Pierre de Pise
- Pierre de Poitiers
- Pierre le Vénérable
- Platon de Tivoli
- Prévostin de Crémone (aussi Praepositinus)
- Robert Pullen

## R
- Paschase Radbert (aussi Radbert de Corbie)
- Ralph Strode
- Raoul Ardent
- Raoul de Beauvais
- Raoul de Longchamp
- Raoul le Breton (aussi Radulphus Brito)
- Ratramne de Corbie
- Raymond Geoffroy (aussi Raymond de Gaufredi)
- Raymond Lulle
- Reginald Pecock
- Remi d'Auxerre
- Richard, évêque d'Avranches
- Richard de Campsalle
- Richard de Fournival
- Richard de Mediavilla
- Richard de Saint-Laurent
- Richard de Saint-Victor
- Richard Rufus de Cornouailles
- Richard Swineshead (aussi Ricardus de Swyneshed)
- Robert de Courçon
- Robert de Melun
- Robert de Sorbon
- Roland de Crémone
- Roscelin de Compiègne

## S
- Giovanni Girolamo Saccheri
- Jérôme Savonarole
- Siger de Brabant, (1240-1284)
- Simon de Faversham
- Simon de Tournai
- Francisco Suárez, (1548-1617), connu comme le Doctor eximius, théologien jésuite
- Jean de Saint Thomas

## T
- Taddeo da Parma (aussi Thaddée de Parme)
- Gaétan de Thiène, saint Gaétan de Thiène
- Thierry de Chartres (aussi Thierry le Breton)
- Thierry de Freiberg (aussi Dietrich de Freiberg)
- Thomas d'Aquin

## U
- Ulrich de Strasbourg
- Urso de Calabre

## V
- Johannes Versor (aussi Jean Le Tourneur) (mort vers 1485)
- Thomas de Vio (aussi Cajétan)
- Vital du Four
- Vitellion

## W
- Walter Burley
- Walter Chatton
- John Wyclif (né en 1324)
- Thomas Wylton (mort en 1322)

## Y
- Yves de Chartres